# Antti Kempas
Antti Heikki Juhani Kempas (Helsínquia, 3 de outubro de 1980) é um atleta finlandês especialista na marcha atlética.
Participou dos Jogos Olímpicos de Verão de 2008, em Pequim, onde finalizou na 20º colocação com tempo de 3:55:19.